# Rick Brink
Hendrik Gerrit (Rick) Brink (Hardenberg, 12 november 1985 – aldaar, 11 mei 2024) was een Nederlands politicus namens het CDA.

## Levensloop
Brink werd geboren met de genetische aandoening Osteogenesis Imperfecta en gebruikte daarom vanaf zijn kindertijd een rolstoel. Hij ging naar een reguliere school. Hij studeerde Bedrijfsadministratie en Management, Economie en Recht.
Brink was van 2014 tot 2019 gemeenteraadslid voor het CDA in de gemeente Hardenberg. Hierbij was hij onder andere fractievoorzitter. In 2018 was hij een van de twaalf genomineerden bij de verkiezing van het beste raadslid van Nederland. Een van zijn successen was dat Hardenberg in 2018 werd uitgeroepen tot de meest toegankelijke gemeente van Nederland.
In 2019 werd hij benoemd tot de eerste officieuze 'Minister van Gehandicaptenzaken'. In deze rol zette hij zich in voor de positie van mensen met een handicap, in het bijzonder voor toegankelijkheid van steden, een inclusievere arbeidsmarkt en het beter regelen van beschut werken. Vanwege deze werkzaamheden stopte hij op 17 december 2019 als raadslid en verliet de gemeenteraad van Hardenberg, omdat het raadslidmaatschap voor hem niet meer te combineren viel met zijn positie.
In 2020 stelde Brink zich kandidaat voor de CDA-lijst voor de verkiezingen voor de Tweede Kamer. Door het televisieprogramma 2Doc werd hij gevolgd in zijn poging hoog op de lijst te komen. Op de conceptlijst werd hij op plek 24 neergezet, maar Brink trok zich daarop terug, mede omdat Lucille Werner, die ook opkomt voor de rechten van mensen met een beperking, op de tiende plek was neergezet. Ondanks zijn openlijke teleurstelling bleef hij wel lid van het CDA.
Eind 2022 werd hij lijsttrekker van het CDA bij de verkiezingen voor de Provinciale Staten van Overijssel. Hij was tot aan zijn plotselinge overlijden in 2024 fractievoorzitter.
Na zijn dood werd Stichting Rick opgericht met als doel de missie van Brink voort te zetten, door te werken aan kansengelijkheid en de beeldvorming rond mensen met een beperking te verbeteren. De oprichting van de stichting werd half november 2024 symbolisch ingeluid met een wandeltocht van Deventer naar Hardenberg.